# أراكاتي
أراكاتي هي بلدية في البرازيل، تتبع سيارا، بلغ عدد سكانها 61٬187 نسمة، في 2000، تبلغ مساحتها 1٬229٫194 كيلومتر مربع، رمزها البريدي هو 62800-000.

## الموقع
تشترك في الحدود مع:
- Icapuí [الإنجليزية]‏
- Fortim [الإنجليزية]‏
- Itaiçaba [الإنجليزية]‏
- Palhano [الإنجليزية]‏.

## أعلام
- جاك كلاين